# Kokava nad Rimavicou
Kokava nad Rimavicou es un municipio del distrito de Poltár en la región de Banská Bystrica, Eslovaquia, con una población estimada a final del año 2024 de 2703 habitantes.
Se encuentra ubicado en el centro de la región, cerca del río Ipoly —un afluente izquierdo del Danubio— y de la frontera con Hungría.

## Demografía
| Año        | 1994 | 2004    | 2014    | 2024    |
| ---------- | ---- | ------- | ------- | ------- |
| Población  | 3167 | 3118    | 2971    | 2703    |
| Diferencia |      | −1,54 % | −4,71 % | −9,02 % |

| Año        | 2023 | 2024    |
| ---------- | ---- | ------- |
| Población  | 2737 | 2703    |
| Diferencia |      | −1,24 % |